# Rivalerna (TV-serie)
Rivalerna är ett realityprogram, inspirerat av den amerikanska succésåpan The Apprentice, som handlade om framtida entreprenörer som tävlade om att få ett toppjobb inom Kinnevikskoncernen. Till en början genomfördes en casting där personer bland annat från Handelshögskolan i Stockholm fick göra ett antal tester innan en jury utsåg vilka som skulle få delta i tävlingen. Förutom tävlingsmomenten fick deltagarna också en utbildning i entreprenörskap under ledning av Johan Staël von Holstein och hans styrelse. Varje vecka fick deltagarna uppgifter som skulle lösas, antingen i lag eller enskilt, och efter resultatredovisningen fick ett lag eller ett antal personer i ett lag som ansetts ha presterat sämst den veckan besöka styrelsen som i sin tur skickade hem minst en deltagare, med undantag i finalprogrammet då styrelsen korade en vinnare. Inspelningarna skedde med start under sommaren 2004 och sändes sedan i tretton avsnitt på TV3 i december samma år. Vinnaren blev Fredrik Gabrielson.

## Programupplägg
Programmet handlade om unga entreprenörer som tävlade mot varandra, om än i många moment uppdelade i olika lag, om att få ett toppjobb inom Kinnevikskoncernen. Till att börja med spelades ett castingprogram in där tjugotre personer (av närmare 3 000 sökande) fick genomföra tre tester varav två var enskilda. Dessa bestod i att dels få träffa en psykolog, dels motivera för programmets styrelseordförande Vigo Carlund varför man skulle bli antagen till utbildningen. Det tredje testet var ett gruppmoment där varje grupp skulle komma på en affärsidé kring en gråsten. I slutet av castingen valdes slutligen tolv deltagare ut till utbildningen. En av dessa var Aron Flam som dock valde att lämna programmet på en gång. Hans plats i programmet ersattes inte av någon av de andra från den castingen, däremot hade produktionen vid sidan om haft ytterligare en casting från vilken ytterligare fyra deltagare valdes in. Detta var något som blev känt för de andra deltagarna först i slutet av castingprogrammet när de skulle flytta in i en gemensam bostad. 
Efter castingprogrammet startade utbildningen med att de femton deltagarna fördelades in i två teams som varje vecka fick olika uppdrag att genomföra. Dessa redovisades sedan inför skolans rektor, styrelseordförande och/eller ställföreträdande för dessa personer som i sin tur tog beslut om vilket team som - i deras ögon - hade presterat bäst respektive sämst. Det team eller personer i det team i den senare kategorin fick i slutet av programmet besöka styrelsen för att där motivera varför man skulle få stanna kvar i programmet. Sedan avgjorde styrelsen vem eller vilka som skulle få lämna tävlingen den veckan. 
När fem deltagare var kvar övergick tävlingen från teamuppdelad till individuell tävlan. Efter ytterligare några uppdrag och utröstningar hölls slutligen en finalomgång med de två toppkandidaterna där styrelsen slutligen korade vinnaren. 

### Sändningstider
Programserien visades i entimmesprogram varje måndag till torsdag i TV3 mellan den 6 och 27 december 2004. I december året därpå repriserades serien, men TV3 följde aldrig upp den med fler säsonger. Först arton år senare gjorde TV4 en liknande serie, då med originalnamnet The Apprentice.

### Nyckelpersoner
Nedanstående personer hade nyckelroller i utbildningen:
- Johan Staël von Holstein, rektor.
- Vigo Carlund, styrelseordförande.
- Sven Hagströmer, finansman samt del av skolans styrelse.
- Gunvor Engström, dåvarande vd Företagarna samt del av skolans styrelse.
- Hasse Breitholtz, dåvarande vice vd MTG samt del av skolans styrelse.

Utöver dessa personer tillkom även vikarier för bland andra rektor och ordförande, samt gästföreläsare, vilka oftast kom från företagsvärlden. Det förekom även att andra personer tillfälligt utgjorde programmets styrelse och/eller andra personer som vikarierade för rektor/styrelseordförande. 

## Deltagarna
Personerna nedan blev utvalda att gå utbildningen. Respektive persons ålder, ort och yrke räknas till vad som uppgavs i programmet vid sändningstillfället, i det här fallet år 2004.
| Deltagare            | Ålder | Ort                  | Yrke                          |
| -------------------- | ----- | -------------------- | ----------------------------- |
| Alexander Rad        | 28    | Malmö                | konsult                       |
| Anders Karlsson      | 25    | Hässleholm/Milano    | entreprenör                   |
| Anna Ptasnik         | 45    | Bromma               | affärsutvecklare              |
| Behrang Ehteshamy    | 25    | Stockholm            | projektledare                 |
| Dennis Ahlsén        | 23    | Åtvidaberg/Stockholm | nätverkstekniker              |
| Diana Pedersen       | 25    | Borlänge             | projektledare                 |
| Edward Gabrielson    | 29    | Stockholm            | egen företagare               |
| Fredrik Gabrielson   | 27    | Stockholm            | försäljningschef              |
| Jacqueline Kothbauer | 36    | Göteborg             | affärsutvecklare              |
| Johan Nordenström    | 22    | Stockholm            | studerande (Handelshögskolan) |
| Linda Forsberg       | 27    | Norrköping           | företagssäljare               |
| Magdalena Bibik      | 26    | Lund/Stockholm       | arbetssökande                 |
| Maryam Gharehmani    | 23    | Malmö                | studerande/egen företagare    |
| Mikael Hagström      | 27    | Stockholm            | egen företagare               |
| Åsa Johansson        | 27    | Stockholm            | investeringsrådgivare         |

### Teamuppdelningen

#### Program 2 och 3
Teamfördelningen i de två första programmen efter castingavsnittet är inte känd.

#### Program 4–10
| Killarna | Tjejerna |
| --- | --- |
| - Anders Karlsson - Behrang Ehteshamy - Dennis Ahlsén - Edward Gabrielson - Fredrik Gabrielson - Johan Nordenström - Mikael Hagström | - Anders Karlsson - Anna Ptasnik - Behrang Ehteshamy - Diana Pedersen - Jacqueline Kothbauer - Linda Forsberg - Maryam Gharehmani - Åsa Johansson |

#### Program 11 och 12
I de två sista avsnitten slopades teamindelningarna och deltagarna fick istället tävla individuellt.

## Avsnitten
Uppgifterna om avsnittens handlingar är bland annat hämtade från Svensk mediedatabas.
| Avsnitt# | Sändningsdatum (2004) | Handling |
| -------- | --------------------- | --- |
| 1        | 6 december            | Tjugotre personer genomgick en slutcasting till programmet. Dessa personer delades in i tre teams vars uppgift blir att formulera en affärsidé för hur man ska sälja en gråsten. Utöver detta testades alla enskilt av en psykolog samt av Vigo Carling, som teamen skulle besöka på en viss plats vid en viss tidpunkt. Efter castingen valdes tolv personer ut, där en hoppar av direkt. Senare möttes de då elva personerna upp vid en lägenhet i Stockholm, där de skulle bo under sin utbildning, och fick då veta att ytterligare fyra personer hade castats till serien. Ingen utröstning genomfördes i detta program mer än de som inte gick vidare till själva utbildningen. |
| 2        | 7 december            | De tävlande delades upp i två olika teams, denna gång med både tjejer och killar i varje team, som gavs uppdraget att sälja en motorsåg och försöka få ihop så mycket pengar som möjligt genom byteshandel. Utöver det hölls föreläsningar med företagarna Greger Hagelin och Salvatore Grimaldi. I slutet av sändningen beslöt styrelsen att Alexander Rad skulle lämna programmet. |
| 3        | 8 december            | De två teamen fick i uppdrag av Hasse Breitholtz på MTG att sälja annonsplatser åt TV-kanalen TV8, där det team som sålt mest vann uppdraget. I slutet av sändningen bestämde styrelsen att Magdalena Bibik skulle lämna programmet. |
| 4        | 9 december            | Rektorn väljer att splittra upp teamen som från och med nu består av ett team med bara killar och ett team med bara tjejer. Veckans tema var övningar gällande teambuilding, och förutom det hade varje team som uppgift att hitta en produkt som de skulle sälja in till skolans rektor. I slutet av sändningen blev det Diana Pedersen som styrelsen beslöt skulle få lämna programmet. |
| 5        | 13 december           | För andra veckan i rad var teamen uppdelade i killar mot tjejer, men då tjejerna var en färre mot killarna bestämdes det att deltagaren Behrang Ehteshamy skulle gå över till tjejteamet för att jämna ut antalet teamsmedlemmar. Det huvudsakliga uppdraget för teamen blev att samla in så mycket pengar som möjligt till föreningen Noaks Ark och dessutom skulle varje team hitta en styrelse till ett nystartat bolag. I detta avsnitt beslutade styrelsen att först Maryam Gharehmani och sedan Åsa Johansson skulle få lämna programmet. |
| 6        | 14 december           | Teamen var för tredje veckan i rad uppdelade i killar mot tjejer, med Behrang Ehteshamy och från och med detta avsnitt även Anders Karlsson i tjejteamet. Uppgiften blev att hitta riskkapital till lagens tidigare uppstartade bolag. När uppdraget var avklarat beslöt styrelsen att Mikael Hagström skulle få lämna programmet. |
| 7        | 15 december           | I programmet hade teamen två uppdrag som dels var att hitta på ett namn på sitt uppstartade bolag och skapa en logotyp, dels skapa en kampanj för Mpeg4spelare. Efter resultatredovisningen valde styrelsen att låta Behrang Ehteshamy lämna tävlingen. |
| 8        | 16 december           | Uppdraget denna gång var att respektive team skulle sälja TV-paket via dörrknackning. Även om uppgiften gjordes individuellt räknades alla teammedlemmarnas resultat in som ett gemensamt resultat där vinnande laget blev de som tillsammans sålt mest. Det förlorande teamet fick istället gå till styrelsen som i sin tur avgjorde vem som skulle åka ut, som i det här fallet blev Jacqueline Kothbauer. Under avsnittet hölls också en föreläsning av Lars-Johan Jarnheimer, som var dåvarande verkställande direktör för telekomföretaget Tele2 och i samma avsnitt blev även de kvarvarande deltagarna delägare i det bolag som startats under utbildningen. |
| 9        | 20 december           | Deltagarna fick en övning i förhandling, där de två som ansetts gjort sämst ifrån sig fick träffa styrelsen för nominering. Den som styrelsen valde ut att få lämna programmet denna gång blev Edward Gabrielson. |
| 10       | 21 december           | De kvarvarande deltagarna i tävlingen skickades till Kosovo med uppdraget att leda försäljning av öl och cider för ett bryggeri. Det team som sålt mest vann avsnittet medan det förlorande teamet fick träffa styrelsen som avgjorde vem som skulle få lämna tävlingen. Denna gång utgjordes styrelsen av Magdalena Bonde, Carl-Fredrik Sammeli och Fredrik Härén som valde att Anna Ptasnik skulle få lämna programmet. |
| 11       | 22 december           | Från och med detta avsnitt splittrades teamen upp och tävlingen blev nu helt individuell. De fem deltagarna var också tillbaka i Sverige för att denna gång sälja så många Tele2-abonnemang de kunde i Täby Centrum. Den som sålde mest blev direktkvalificerad till finalen, medan den som sålde minst, som i det här fallet blev Dennis Ahlsén, fick lämna tävlingen direkt. De fyra deltagarna som var kvar därefter fick förbereda och hålla varsin presentation som skulle handla om förslag gällande förändringar i Kinnevikkoncernen. Styrelsen fattade sedan beslut om att ytterligare en deltagare skulle få lämna programserien, som i det här fallet blev deltagaren Johan Nordenström. De två deltagare som inte åkte ut efter den andra omgången blev semifinalister och skulle få göra upp om den sista finalplatsen i det kommande avsnittet. |
| 12       | 23 december           | De två semifinalisterna fick åka till New York för att där duellera om den sista finalplatsen. Deras uppgift var att dela ut Metro-tidningar till folk i rusningstid. Styrelsen avgjorde sedan vem som skulle få tävla i finalen respektive åka hem, i det senare fallet blev det Anders Karlsson som fick lämna tävlingen. |
| 13       | 27 december           | Finalen skedde mellan de två deltagare som programmets styrelse ansett gjort bäst ifrån sig i det elfte och tolfte avsnittet, vilka i det här fallet var Fred Gabrielson och Linda Forsberg. Som finaluppgift skulle bägge två enskilt leda varsitt säljteam på Transcom i Borås och efter en utfrågning från styrelsen avgjordes det vem som vunnit tävlingen. Vinnaren, som i det här fallet blev Fred Gabrielson, erbjöds ett toppjobb inom Kinnevikskoncernen som i det här fallet blev en tjänst inom Metro International i London. |